# 5569 Colby
5569 Colby eller 1974 FO är en asteroid i huvudbältet som upptäcktes den 22 mars 1974 av den chilenska astronomen Carlos R. Torres på Cerro El Roble. Den har fått sitt namn efter Michael J. Colby.